# Generaciones robadas (Australia)

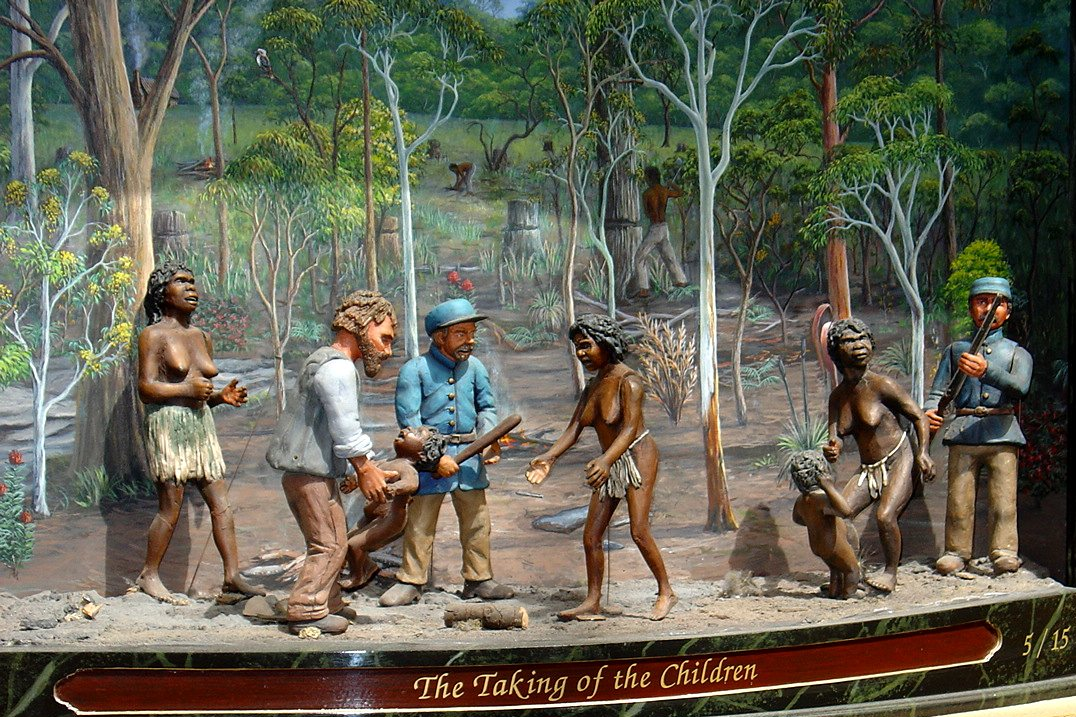
Interpretación artística titulada The Taking of the Children (‘El secuestro de los niños’), del artista Chris Cook, instalada en 1999 en el Gran Reloj Australiano del edificio Reina Victoria (en Sídney).

Las Generaciones Robadas se refieren a la innumerable cantidad de hijos de descendientes de aborígenes australianos e isleños del estrecho de Torres (los Niños Robados), que fueron apartados por la fuerza de sus familias por las agencias gubernamentales federales y estatales australianas, y por algunas misiones religiosas cristianas protestantes, en virtud de las leyes de sus respectivos parlamentos.
En la década de 1860, Victoria se convirtió en el primer Estado en aprobar leyes que autorizaban a separar a los niños aborígenes de sus padres. Posteriormente, otros Estados y Territorios adoptaron políticas similares, así como lo hizo el gobierno federal cuando se estableció en el siglo XX.
Los niños eran recogidos por la policía en su camino hacia o desde la escuela en la mayoría de los casos. Fueron enviados a más de 480 instituciones, adoptados o acogidos por personas no indígenas y, a menudo, sometidos a abusos. A los niños se les negó todo acceso a su cultura y en muchos casos no se les permitió hablar su idioma. El impacto de esta política se siente todavía hoy en sus descendientes.
Los traslados de los denominados niños "mestizos" (half-castes) se realizaron en el período comprendido aproximadamente entre 1905 y 1969, aunque en algunos sitios todavía se llevaron niños mestizos durante la década de 1970 (el gobierno del Estado de Victoria reconoció más de 350 niños separados en 1976). Esta política continúa hoy en día bajo la cobertura de la protección infantil.
Las estimaciones oficiales del gobierno indican que durante el período activo de esa política, y según las regiones consideradas, entre un 10% y un 30% de los niños fueron separados por la fuerza de sus familias y comunidades, para ser criados en instituciones o acogidos por familias blancas.

## Política de retirada de niños de sus familias
A finales del siglo XIX, el número creciente de niños mestizos y la explotación sexual de las mujeres jóvenes indígenas por hombres europeos llegó a preocupar a la opinión pública. Este número creciente se explicaba por la escasez de mujeres no indígenas que viviesen allí en ese momento. La respuesta inicial del gobierno fue retirar a esos niños de sus comunidades y colocarlos al cuidado de instituciones gubernamentales o misiones religiosas. Este fue el primer paso para una segregación de los indígenas basada en que su sangre fuera 100% aborigen o correspondiera a una descendencia mixta.

### Causas de la separación de los niños aborígenes
Las pruebas documentales tales como artículos de prensa e informes de las comisiones parlamentarias de los siglos XIX y XX sugieren un par de razones para la separación de los niños mestizos de sus familias:
- La suposición de que la población aborigen de pura sangre parecía incapaz de sostenerse a sí misma y estaba condenada a la extinción, y que para protegerles debían asimilarlos en la sociedad blanca.
  - Había habido una drástica reducción de la población aborigen tras el contacto con los hombres blancos. Se estima su población en unos 750.000 aborígenes antes de la llegada del hombre blanco en 1788, y menos de 100.000 en 1900, debido a las nuevas enfermedades, los tratamientos represivos recibidos, y la ruptura y desintegración social y cultural de los aborígenes.[8]
  - El Jefe Protector de los Aborígenes de Australia Occidental, A. O. Neville, y otros políticos, expresaron en la década de 1930 la idea de que los niños mestizos podían ser entrenados para trabajar en la sociedad blanca, y que a lo largo de las generaciones se casarían con los blancos y acabarían asimilándose a la sociedad.[9][10]

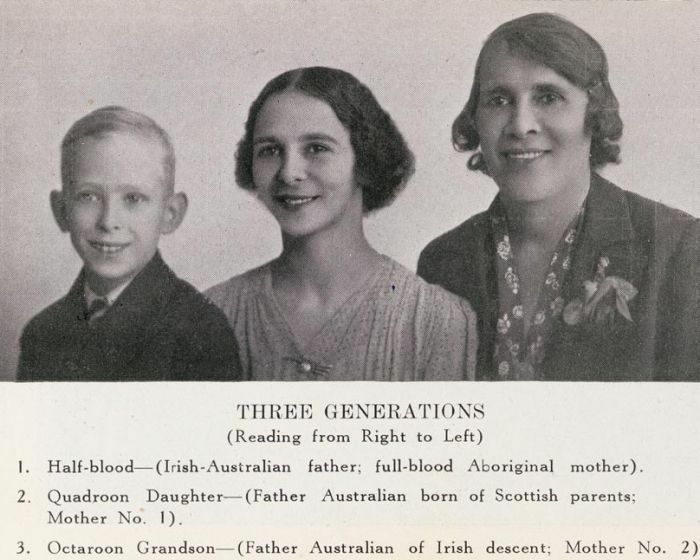
Progresiva eliminación del 'color' en la población aborigen, demostrada en un libro de A.O. Neville

- Existen pruebas de que ciertos niños aborígenes estaban desnutridos o hambrientos porque a sus padres aborígenes no se les pagaba el salario completo que se les debía.[11]
- El miedo a la mezcla de razas de “sangre pura” (de origen británico o europeo) con los pueblos aborígenes.
  - Algunos australianos europeos vieron la posible proliferación de niños de ascendencia mixta (etiquetados como “mestizos”-half cast, o “cuarterones”,[12] términos considerados hoy como despectivos para los aborígenes) como una amenaza para la estabilidad de la cultura predominante o para la “herencia” racial y social.[13]
  - El Jefe Protector de los Aborígenes del Territorio del Norte, Dr. Cecil Cook, creía en la asimilación biológica y argumentó que “debía hacerse todo lo necesario para convertir al mestizo en un ciudadano blanco”:[7]

Generalmente, para la quinta e invariablemente para la sexta generación, todas las características nativas de los aborígenes australianos están erradicadas. El problema de nuestros mestizos se eliminará rápidamente por la completa desaparición de la raza negra y la rápida inmersión de su progenie entre los blancos.

En resumen, los gobiernos de los Estados alegaron que esta separación era para su protección y para salvarles de una vida de abandono. Algunos creían que los aborígenes de “sangre pura” se extinguirían por ser racialmente inferiores a las personas de origen caucásico, y que los niños de “sangre mixta” podrían asimilarse más fácilmente a la sociedad.
En realidad, con esta política los blancos robaron el futuro de los aborígenes al impedir la transmisión de su idioma, de su tradición, su conocimiento y sus danzas, rompiendo este círculo de vida, lo que debía llevar a acabar con la cultura aborigen en pocas generaciones y deshacerse del “problema aborigen”.

### Desarrollo de la política y legislación por Estados
La práctica de separación de los niños aborígenes de sus familias comenzó realmente en los primeros días de la colonización europea, cuando esos niños eran utilizados como guías, sirvientes domésticos y mano de obra agrícola, como trabajadores baratos y a menudo no remunerados. La primera “institución nativa” en Parramatta en 1814 se creó para “civilizar” a los niños aborígenes.

#### Victoria (Vic)
La “Ley de Protección Aborigen (Vic)” de Victoria de 1869, supuso la legislación más antigua que autorizaba la separación de los niños de sus padres aborígenes, poderes que la 'Junta Central para la Protección de los Aborígenes' había estado defendiendo desde 1860. Esta Ley otorgó al Gobernador de la colonia de Victoria un amplio conjunto de poderes sobre los aborígenes y los “mestizos”, incluido el traslado forzoso de niños, especialmente de las chicas “en riesgo”, para enviarlos a reformatorios o escuelas especiales y obligarlos a asimilarse en la sociedad blanca.

#### Nueva Gales del Sur (NSW)
En 1883 se estableció la 'Junta para la Protección de los Aborígenes' en Nueva Gales del Sur para proporcionar ayuda del Estado con el fin de mejorar la raza, proporcionar instrucción rudimentaria y asistir en los gastos de manutención cuando fuere necesario, así como conceder terrenos, obsequiar embarcaciones o útiles de trabajo industrial. Hasta 1909 esta Junta actuaba sin autoridad legislativa.
La “Ley de Modificación de Protección de los Aborígenes (NSW)” de 1915 otorgó a esa Junta el poder de separar a los niños indígenas de sus familias, sin necesidad de establecer ante un tribunal que estuviesen desatendidos. Algunos miembros del Parlamento de NSW se opusieron sin éxito, porque permitiría a la Junta “robar el niño a sus padres”, y podrían ser sometidos a trabajos no remunerados en instituciones o granjas, en un régimen equivalente de esclavitud.

#### Queensland (Qld)
La “Ley de Protección Aborigen y Restricción de la Venta de Opio (Qld)” de Queensland de 1897 permitió al Jefe Protector mover a los aborígenes entre reservas, y retener a sus niños. Hasta 1965, el director del Bienestar Nativo fue el guardián legal de todos los niños aborígenes, aunque sus padres viviesen.

#### Australia Occidental (WA)
La “Ley de los Aborígenes (WA)” de Australia Occidental de 1905 traspasó la tutela legal de los niños aborígenes y mestizos hasta los 16 años de edad, de los padres aborígenes al Jefe Protector, por lo que el gobierno no necesitaba el permiso de los padres para reubicar a los niños mestizos en Instituciones.

#### Territorio del Norte (NT)
Por la “Ley de Aborígenes (NT)” del Territorio del Norte de 1910, el Jefe Protector de los Aborígenes fue designado “tutor legal de todos los niños aborígenes y mestizos hasta la edad de 18 años”. Tras la toma del control del Territorio por el gobierno federal, en virtud de la “Ordenanza sobre los Aborígenes” de 1918, se otorgó al Jefe Protector el control total de todas las mujeres indígenas, sin tener en cuenta su edad, salvo que estuvieran casadas con un hombre “de origen europeo”, y se requería su aprobación para cualquier matrimonio de una mujer indígena con un hombre no indígena.

#### Australia del Sur (SA)
En 1909, el Protector de los Aborígenes de Australia del Sur, William Garnet South, abogó por poder separar a los niños aborígenes sin necesidad de audiencia judicial, ya que a veces los tribunales se negaban a aceptar que los niños estaban abandonados o en la indigencia. South argumentó que “todos los niños de ascendencia mixta deben ser tratados como abandonados”. Su presión favoreció la promulgación en 1911 de la “Ley de Aborígenes (SA)”, que le designaba como tutor legal de todos los niños aborígenes del Estado, y no solo de los “mestizos”.
Las 'Juntas de Protección de Aborígenes' establecidas en los diferentes Estados, supervisaron el traslado masivo de niños aborígenes de sus tierras tradicionales a reservas e instituciones. Las niñas aborígenes, en particular, fueron enviadas a hogares para ser capacitadas para el servicio doméstico.
En 1940, la 'Junta de Protección de Aborígenes de Nueva Gales del Sur' perdió su poder para separar a los niños indígenas, y fue renombrada como 'Junta de Bienestar de los Aborígenes', pero en 1969 fue abolida definitivamente en provecho de nuevas Agencias que buscasen soluciones alternativas. Esto provocó que el resto de Estados y Territorios derogasen la legislación que permitía la separación de los niños aborígenes bajo el pretexto de una política de “protección”.

### Organización e instituciones participantes
Como resultado de la legislación anterior, los Estados organizaron la separación de principalmente los niños mestizos de sus madres aborígenes. Los Jefes Protectores de los Aborígenes (establecidos por primera vez en Australia del Sur en 1836), que tenían su tutela hasta los 16 a 21 años de edad, determinaban dónde podrían vivir o trabajar. A los policías u otros agentes del Estado, como los Oficiales de Protección Aborigen, se les otorgó el poder de localizar y trasladar bebés y niños de ascendencia mixta de sus madres o familia, a organismos para su cuidado, a menudo utilizando la fuerza. En estos Estados y Territorios, se establecieron instituciones gubernamentales y misioneras para niños mestizos separados de sus familias.
Los niños robados fueron criados en estas instituciones, o por padres adoptivos, aislados de su pasado aborigen. Muchos recibieron nuevos nombres y algunos fueron llamados por un número. Si les sorprendían hablando su idioma aborigen, eran severamente castigados. Muchos recibieron escasa educación; los niños eran entrenados para ser ganaderos, y las niñas para ser sirvientas domésticas.

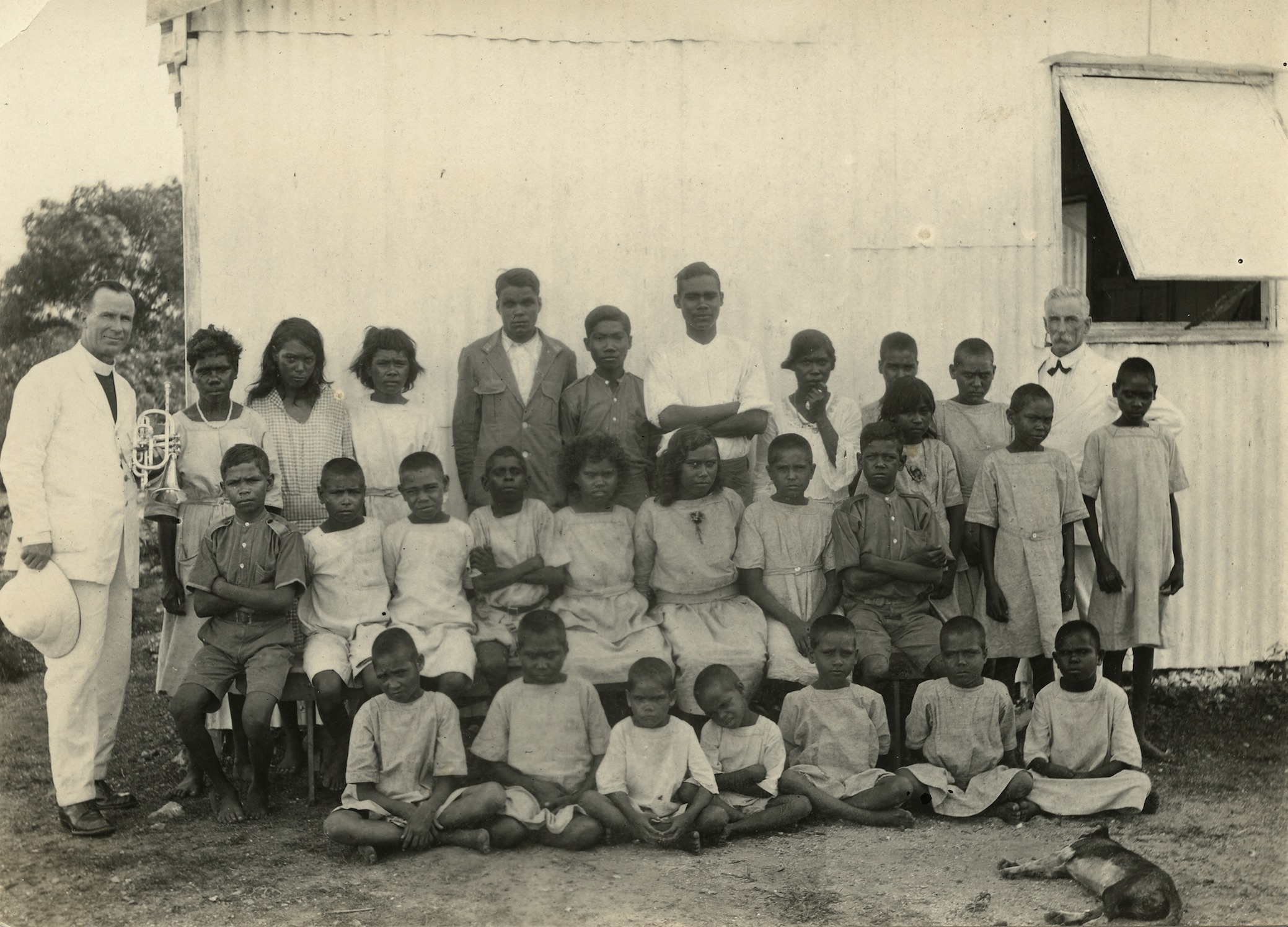
Institución Kahlin Compound en Darwin para "mestizos".

Las instituciones utilizadas para la separación de los niños fueron comparados por algunos más tarde con los campos de concentración alemanes. Algunas de estas Instituciones fueron las siguientes:
- Institución Nativa de Blacktown en Sídney, NSW, para adoctrinar a los niños en la cultura y costumbres europeas. Una de las primeras en la nueva ideología del gobierno. Funcionó de 1814 a 1829, atendió a unos 20 niños aborígenes al mismo tiempo y fue regida por la Sociedad Misionera de la Iglesia Anglicana.[21][22]

- El Hogar de Niñas Aborígenes de Parramatta (o Escuela de Capacitación para Niñas), en NSW, que funcionó de 1887 a 1986. Funcionó con un doble objetivo: reformatorio y escuela de capacitación. Atendió a unas 30.000 niñas.[14]
- El Hogar de Capacitación Doméstica de Cootamundra para Niñas Aborígenes, en NSW, originalmente un Hospital, que funcionó de 1911 a 1969 y atendió a unas 1200 niñas.[14]
- El Hogar de Entrenamiento para Niños Aborígenes de Kinchela, en NSW, que funcionó de 1924 a 1970 y atendió a unos 600 niños aborígenes.[14]
- El Asentamiento Nativo del Río Moore (Misión Nativa Mogumber a partir de 1951), cerca de Mogumber, en Australia Occidental, funcionó de 1918 a 1974, y albergó aborígenes trabajando como comunidad agrícola, y muchos niños mestizos de las Generaciones Robadas.[23]
- La Misión Aborigen Doomadgee, en Queensland, funcionó de 1933 a 1983, y atendió 115 niños al mismo tiempo. Desde 1936 fue una reserva aborigen gestionada por un Protector Local.[24]
- La Misión Ebenezer, cerca del lago Hindmarsh, en Victoria, con misioneros alemanes para civilizar y cristianizar a los aborígenes. Funcionó de 1859 a 1904, y atendió a 80 aborígenes al mismo tiempo.[25]
- La Comunidad de Beagle Bay, en Australia Occidental, de monjes trapenses franceses en 1890, y asumida por monjes palotinos alemanes en 1901, y dedicada a niños aborígenes.[26]
- La Misión católica de Garden Point, en la isla de Melville, en el Territorio del Norte, para niños mestizos aborígenes cuidados por los Misioneros del Sagrado Corazón, y niñas cuidadas por Las Hijas de Nuestra Señora del Sagrado Corazón. Funcionó de 1941 a 1969, y llegó a atender hasta 150 niños al mismo tiempo.[27]

Muchos de los niños y niñas robadas recibieron abusos físicos, emocionales y sexuales. También se arrebató a muchos bebés nacidos de niñas violadas por hombres blancos. A menudo, los bebés eran robados al nacer y su madre no tenía oportunidad de verlos ni siquiera una vez. Los llamaban “Bebés de mantita”, porque las enfermeras los cubrían con una mantita para esconderlos de su madre.

### Informe "Traerlos a casa (Bringing them Home)"
En 1995 el Gobierno Australiano pidió a la Comisión de Derechos Humanos e Igualdad de Oportunidades llevar a cabo una Encuesta Nacional sobre la Separación de Niños Aborígenes e Isleños del Estrecho de Torres de sus Familias. Esta Encuesta se lanzó por las inquietudes creadas por el desconocimiento de los australianos de estas separaciones forzadas, que estaban obstaculizando la recuperación de los miembros de las Generaciones Robadas. Se decidió analizar las leyes, prácticas y políticas antiguas y modernas de separación forzada, sus efectos y qué acciones lanzar o compensaciones dar.
Durante el año y medio siguiente, se visitaron todos los estados y territorios de Australia, se escuchó el testimonio de 535 aborígenes australianos y se recabaron las pruebas de 600 más.
El 26 de mayo de 1997 el Informe “Traerlos a Casa” fue presentado en el Parlamento de Australia. Se estimó un número de niños robados de entre el 10% y el 30% entre las décadas de 1910 y 1970. Se presentaron las prácticas aplicadas por las autoridades y los efectos en los niños indígenas. La conclusión fue que esta separación forzada, adoptada por todos los gobiernos australianos en el siglo XX, fue una grave violación de los derechos humanos.
El Informe terminaba con 54 recomendaciones para reparar los impactos de esta política de separación y abordar el tratamiento del trauma en el tiempo: p.e. una disculpa nacional, compensaciones, mejora de servicios para los afectados, seguimiento de la aplicación de las recomendaciones..., Desgraciadamente, 25 años después muchas de las recomendaciones siguen sin haber sido puestas en práctica.
El exjuez del Tribunal Superior, Sir Ronald Wilson, que había presidido esta investigación, dijo en una audiencia en Canberra lo siguiente:

Los niños fueron separados porque la raza aborigen era vista como una vergüenza para la Australia blanca. El objetivo era despojar a los niños de su carácter aborigen y acostumbrarlos a vivir en una Australia blanca. La tragedia se agravó cuando los niños, a medida que crecían, se encontraron con el racismo que había dado forma a esta política y se vieron rechazados por la misma sociedad para la que estaban siendo preparados.

### Separación, engaño y asimilación a la sociedad blanca
Las autoridades se centraron en la separación de los niños mestizos de ascendencia mixta, ya que pensaban que se asimilarían más fácilmente en la sociedad blanca. El informe “Traerlos a Casa” identificó instancias de tergiversación y engaño oficial, como cuando los Agentes de Protección Aborigen describían como incapaces de mantener a sus hijos a padres cariñosos y capaces. En otros casos, los funcionarios gubernamentales les dijeron a los padres que su hijo había muerto, aunque era mentira.
Las investigaciones realizadas diferencian entre “separación forzosa”, “separación bajo amenaza o coacción”, “engaño oficial”, “liberación voluntaria no informada” y “liberación voluntaria”. Las pruebas indicaron que hubo niños apartados por la fuerza de sus padres, en algunos casos en el hospital poco después del nacimiento, al identificarlos como bebés mestizos. A menudo, los Oficiales de Protección Aborigen tomaron la decisión de separar a los niños, exigiendo a veces a las familias que firmaran documentos legales para ceder la atención al Estado. 
Un aspecto común de estas separaciones fue que las instituciones no mantuvieron registros de la paternidad real del niño, ni de la fecha o lugar de nacimiento. La infraestructura física de las misiones, instituciones gubernamentales u hogares de los niños, era a menudo muy deficiente y con recursos insuficientes para mejorar a los niños o mantenerlos adecuadamente vestidos, alimentados o protegidos.
Una vez separados de sus familias, los niños eran enviados a instituciones para ser entrenados y asimilarse en la cultura anglo-australiana. Los niños eran formados como peones agrícolas, en el manejo de una granja, y las niñas como empleadas domésticas, en la limpieza de la casa, de tal manera que al abandonar el hogar pudieran ser puestos al servicio de una familia blanca.
La intención era educarlos para un futuro diferente y evitar su socialización dentro de la cultura aborigen. Las políticas aplicadas incluían castigos por hablar sus idiomas indígenas locales, o participar en cualquier forma de práctica o actividad cultural aborigen. En muchos casos debían adoptar nuevos nombres e identidades, y les informaban de que sus familias los habían abandonado o habían muerto. Además, las autoridades solían enviarlos a grandes distancias de sus familias o comunidades.

### Número de niños separados
No se sabe con precisión el número de niños aborígenes robados entre 1909 y 1969, cuando se abolió la 'Junta de Bienestar de los Aborígenes' (antes 'Junta de Protección de los Aborígenes'). El mantenimiento deficiente de los registros, la pérdida de registros (algunos fueron destruidos deliberadamente) y los cambios en las estructuras departamentales han hecho que sea casi imposible rastrear muchas conexiones. Algunas administraciones intentaron promocionar el éxito de su “asimilación” de niños aborígenes, subestimando deliberadamente la cifra de aborígenes inicial.
Las estimaciones del número de niños robados han sido ampliamente debatidas. El informe “Traerlos a casa” estima que entre uno de cada tres y uno de cada diez niños fue separado de sus familias. La aplicación del máximo a la población aborigen de 1994 (unos 300.000) daría una estimación de “al menos 100.000” niños separados de sus padres. Teniendo en cuenta la evolución de la población en el tiempo, las diferentes políticas en diferentes momentos en los diferentes estados, y los registros incompletos, es difícil establecer cifras precisas. El académico Robert Manne cree más probable una cifra del 10%, y estima que unos 25.000 niños aborígenes fueron separados de sus familias durante el período de aplicación de esta política, basado en una encuesta de indígenas realizada por el canal de televisión ABS. Por ejemplo, en Nueva Gales del Sur se estima que fueron robados 6200 niños entre 1883 y 1969.

### Efectos sobre los niños separados y sus descendientes
El objetivo declarado del programa de “resocialización” era mejorar la integración de los aborígenes en la sociedad australiana. Aunque se dice que los niños fueron separados “por su propio bien” o que la política era bienintencionada, la separación de los niños de sus familias ha tenido consecuencias negativas a largo plazo. Los hijos, nietos y generaciones futuras de las Generaciones Robadas pueden experimentar la desconexión de sus familias y cultura, y desarrollar altos niveles de estrés. Las mujeres y los hombres pueden transmitir a sus hijos los abusos recibidos, lo que crea el llamado Trauma Intergeneracional, que se transmite de una generación a la siguiente.
Aunque el programa era para proteger a los niños de la negligencia y el abuso, de 502 testigos entrevistados, el 17% de las mujeres, y el 7,7% de los hombres declararon haber sufrido una agresión sexual mientras estaban en una institución, en el trabajo o con una familia de acogida o adoptiva. Al llegar a los 18 años, los niños eran liberados del control del gobierno, y a veces se les permitía ver sus propios archivos, descubriendo a veces que su origen era aborigen y que tenían familia viva. 
Muchos niños separados y asimilados a la sociedad blanca, fueron adoctrinados sobre la inferioridad de los aborígenes, por lo que desarrollaron una vergüenza de su herencia étnica, y ocultaron su herencia aborigen a sus propias familias.
Podemos resumir las Generaciones Robadas así:

El gobierno australiano literalmente secuestró a estos niños de sus padres como una cuestión de política. Los agentes de asistencia social blancos, a menudo apoyados por la policía, llegaban a los campamentos aborígenes, reunían a todos los niños, separaban a los de piel clara, los metían en camiones y se los llevaban. Si sus padres protestaban, la policía los mantenía a raya.

Fue una política bienintencionada pero mal concebida de asimilación forzada de aborígenes mestizos que causó un trauma y la pérdida del idioma y la cultura a los niños robados y sus familias.
Un estudio realizado en Melbourne mostró que no había mejora tangible en la posición social de los aborígenes separados respecto a los no separados. Los resultados en empleo y educación postsecundaria fueron equivalentes entre las dos poblaciones. Al principio del programa, los niños separados quedaron rezagados respecto a los blancos, a medida que mejoraron las oportunidades educativas.
El estudio indicó que los niños separados tenían menos probabilidades de completar la educación secundaria que los que crecieron en su comunidad étnica, tres veces más probabilidades de tener antecedentes penales y el doble de probabilidades de consumir drogas ilícitas. Su única ventaja notable era obtener unos ingresos más altos, probablemente debido a vivir en las ciudades y al mayor acceso a pagos de asistencia social respecto a los aborígenes que viven en comunidades remotas. No parecía haber evidencia de que los mestizos separados hubiesen obtenido mejores trabajos.
Otro estudio realizado en 2019 por el Instituto Australiano de Salud y Bienestar, mostró que los niños que viven en hogares con miembros de las Generaciones Robadas tienen más probabilidades de experimentar mala salud, especialmente salud mental, faltar a la escuela y vivir en la pobreza. Hay en estas generaciones una alta incidencia de ansiedad, depresión, estrés postraumático y suicidio, junto con el abuso de alcohol, lo que redunda en situaciones familiares y de crianza inestables.

## Conciencia pública y reconocimiento
En las décadas de 1970 y 1980 no se hablaba mucho de la separación de los niños aborígenes de sus familias. Para los blancos era algo que no podía haber ocurrido. Las víctimas de la separación tenían vergüenza de hablar de esos episodios que habían vivido. Creían que quizás sus padres no habrían podido cuidarles adecuadamente, o peor aún, quizás habían querido desprenderse de ellos. A finales de los 80 se desarrolló una conciencia generalizada sobre la política y los efectos de las Generaciones Robadas, gracias a los esfuerzos de activistas, artistas y músicos aborígenes y blancos. 
En 1995, Rob Riley del Servicio Legal Aborigen, publicó “Contando Nuestra Historia (Telling Our Story)”, en el que describía todos los efectos negativos de las políticas gubernamentales anteriores sobre la separación de miles de niños aborígenes mestizos de sus familias.
En 1995, el Gobierno Australiano del laborista Paul Keating pidió a la Comisión de Derechos Humanos e Igualdad de Oportunidades llevar a cabo una Encuesta Nacional sobre la Separación de Niños Aborígenes e Isleños del Estrecho de Torres de sus Familias, que se presentó en mayo de 1997 con el nombre “Traerlos a Casa (Bringing Them Home)”. Pero el nuevo gobierno del liberal John Howard dijo: 
No se debe exigir a los australianos de esta generación que acepten la culpabilidad por acciones y políticas antiguas.

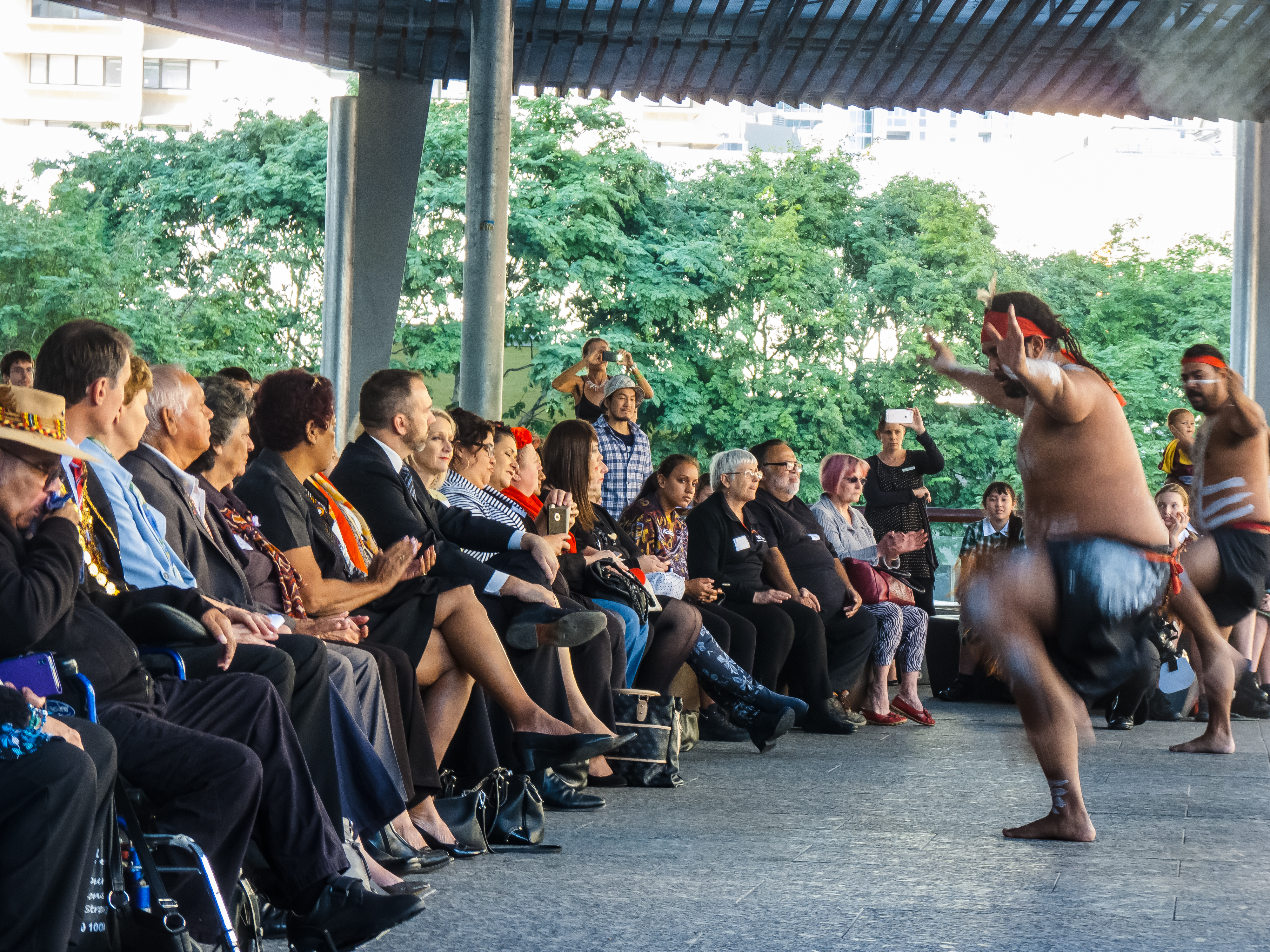
El Día Nacional del Perdón en Brisbane, el 26-05-2016, honrando la cultura Aborigen y conmemorando el maltrato de los indígenas australianos.

Tras la publicación del Informe, los parlamentos del Territorio del Norte, de Victoria, Australia del Sur y Nueva Gales del Sur aprobaron disculpas formales a los aborígenes afectados, así como muchos gobiernos locales, fuerzas policiales, agencias gubernamentales y grupos religiosos. En 1998 hubo diferentes actos en el país, como el Día Nacional del Perdón, o la Caminata por la Reconciliación, con una asistencia de más de un millón de personas. Howard redactó una moción de reconciliación en 1999, expresando “un profundo y sincero pesar por la separación de los niños aborígenes de sus padres”, e indicando que era el capítulo más oscuro en la historia del país, pero negando la existencia de Generaciones Robadas.
El tema de las Generaciones Robadas fue llevado ante el Comité de Derechos Humanos de las Naciones Unidas en el 2000. El Comité para la Eliminación de la Discriminación Racial de la ONU reconoció “las medidas adoptadas para facilitar la reunión familiar y mejorar los servicios de asesoramiento y apoyo familiar para las víctimas”, pero expresó su preocupación de que gobierno de Australia no apoyase una disculpa nacional formal y no considerase la provisión de una compensación monetaria a los afectados, sobre la base de que tales prácticas estaban sancionadas por la ley en ese momento e intentaban ayudar a las personas a las que afectaban.
El Gobierno Federal anunció un paquete destinado a reunir a las familias y permitir que los indígenas puedan acceder a archivos e información histórica sobre ellos y sus familias. El paquete de reparaciones incluye una red nacional de servicios de enlace y reunificación familiar, programas de mantenimiento de la cultura y el idioma, y un proyecto nacional de historia oral.

### Disculpa del Parlamento Federal Australiano
El 13 de febrero de 2008, el primer ministro laborista australiano Kevin Rudd presentó una disculpa a los indígenas australianos, como una moción para ser votada por el Parlamento. La traducción al español es la siguiente:

Hoy honramos a los pueblos indígenas de estas tierras, las culturas más antiguas constantes en la historia humana.
Reflexionamos sobre el maltrato pasado.
Reflexionamos, en particular, sobre los malos tratos que sufrieron las Generaciones Robadas, este capítulo oscuro de nuestra historia nacional.
El tiempo de pasar página ha llegado para la nación, una nueva página en la historia de Australia para corregir los errores del pasado y así avanzar con confianza hacia el futuro.
Pedimos disculpas por las leyes y políticas de los sucesivos parlamentos y gobiernos que han causado profundo dolor, el sufrimiento y la pérdida de nuestros compatriotas australianos.

Pedimos disculpas especialmente por la separación de los niños aborígenes y los isleños del Estrecho de Torres, de sus familias, sus comunidades y su país.
Por el dolor, el sufrimiento y el dolor de estas generaciones robadas, sus descendientes y los de sus familias que quedaron atrás, pedimos perdón.
A las madres y los padres, los hermanos y las hermanas, por la ruptura de las familias y comunidades, pedimos perdón
Y por la indignidad y la degradación así infligida a un pueblo orgulloso y a una cultura orgullosa, pedimos perdón.
Nosotros, el Parlamento de Australia solicitamos respetuosamente que esta disculpa se recibacon el mismo espíritu con el que se ofrece como parte de la sanación de la nación.
Nos animamos para el futuro, resolviendo que ya se puede escribir esta nueva página en la historia de nuestro gran continente.
Nosotros damos hoy el primer paso al reconocer el pasado y reivindicamos un futuro que abarque a todos los australianos.
Un futuro en el que este Parlamento resuelve que las injusticias del pasado nunca, nunca vuelvan a suceder.
Un futuro en el que aprovechamos la determinación de todos los australianos indígenas y no indígenas, para cerrar la brecha que hay entre nosotros en esperanza de vida, logro educativo y oportunidades económicas.
Un futuro en el que podamos adoptar nuevas soluciones a los problemas persistentes, en los que los viejos enfoques han fallado.
Un futuro basado en el respeto mutuo, la resolución mutua y la responsabilidad mutua.
Un futuro en el que todos los australianos, cualesquiera que sean sus orígenes, sean socios verdaderamente iguales, con igualdad de oportunidades y con el mismo interés en la conformación del próximo capítulo en la historia de este gran país, Australia.

- Kevin Rudd, primer ministro de Australia, 13 de febrero de 2008, en una sesión del Parlamento de Australia.

Este texto no habla de compensación a los miembros de las Generaciones Robadas. Rudd defendió la necesidad de esta acción. La disculpa del gobierno y su discurso fueron ampliamente aplaudidos por los indígenas y el público en general.
El líder de la oposición, Brendan Nelson, también pronunció un discurso de 20 minutos, pero aunque respaldó la disculpa, hizo hincapié en la “falta de vigilancia” del bienestar infantil en las comunidades aborígenes, y en los males sociales de los aborígenes. Ante este discurso, muchas personas dieron la espalda a las pantallas que retransmitían el acto en toda Australia y abuchearon su intervención. En el Parlamento, algunas personas también dieron la espalda, y seis miembros de la oposición abandonaron la Cámara en protesta por la disculpa. Más tarde, el Senado aprobó una disculpa idéntica.

### Reparación y compensaciones
Todos los Estados han desarrollado esquemas de reparación para las Generaciones Robadas entre 2006 y 2022, así como para las víctimas de abuso sexual.

#### Tasmania
En octubre de 2006, se asignó un paquete de 5 millones de dólares australianos (A$) para financiar diversas medidas de reconciliación, incluida la compensación para las personas afectadas o sus descendientes. Se identificaron 106 personas calificadas para estos pagos.

#### Australia Occidental
Desde 2007, este Estado tiene un plan de reparación para cualquier niño, indígena o no, que haya sufrido abusos estando bajo el cuidado del Estado.

#### Queensland
El Plan de Reparación de 2012 proporciona una compensación de 7.000 a 14.000 A$ a quienes sufrieron abusos y negligencia siendo niños, indígenas o no, en instituciones de Queensland.

#### Australia del Sur
El plan de reparaciones se estableció en 2015, tras concluir un comité parlamentario que establecer un fondo sería más económico que luchar contra reclamaciones legales. El fondo permite a unas 300 personas elegibles recibir hasta 50.000 A$ cada una. Además se estableció otro Plan de reparaciones individuales, y otros pagos adicionales. Tras consumir los 16 millones de A$ previstos, se creó un Fondo de Reparaciones Comunitarias para los proyectos relacionados con las Generaciones Robadas.

#### Nueva Gales del Sur
El Plan de 2017 permite a los sobrevivientes de las Generaciones Robadas (se estiman entre 700 y 1300 en el estado) reclamar una compensación de 75.000 A$. También hay fondos para subvenciones a centros de sanación, memoriales y financiación de funerales de los miembros de estas Generaciones.

#### Territorios
En agosto de 2021, el gobierno Federal anunció un fondo de compensación de 378 millones de A$, para pagos únicos de 75.000 A$ por el daño sufrido, y 7.000 A$ para pagar el asesoramiento de los sobrevivientes de las Generaciones Robadas del Territorio del Norte, el Territorio de la Capital Australiana y el Territorio de la Bahía de Jervis. En 2021, una demanda colectiva en nombre de 1700 herederos y familiares fallecidos en el Territorio del Norte, se saldó con el pago provisional de una compensación de más de 50 millones de A$, en espera de la aprobación formal de la Corte Suprema de Nueva Gales del Sur.

#### Victoria
En marzo de 2022 se anunció un paquete de reparaciones por valor de 155 millones de A$. Cada aborigen afectado puede acceder a un pago de 100.000 A$, recibir una disculpa del gobierno de Victoria y acceso a programas de sanación. Se piensa que unas 1200 personas serán elegibles para acceder a los pagos y programas.

## Debates históricos: robo y genocidio
- Uso de la palabra “Robadas”.

Esta palabra se usa para referirse a niños aborígenes separados de sus familias, y se utiliza desde principios del siglo XX. Así la utilizó el parlamentario Patrick McGarry de Nueva Gales del Sur para oponerse a la “Ley de Modificación de Protección de los Aborígenes” de 1915, describiendo esta política como “robar al niño lejos de sus padres”, y así la utilizó el periódico Adelaide Sun en 1924.
El uso de la palabra “Robadas” se ha generalizado más a partir de la publicación del libro de Peter Read en 1982 y del libro de Robert Manne en 1998, así como de la publicación del Informe “Traerlos a Casa” en 1997, que aumentó la conciencia pública sobre las Generaciones Robadas.
Algunos se han opuesto al uso del término “Generaciones Robadas”, entre otros el ex-primer ministro liberal John Howard, el ministro de Asuntos Aborígenes en abril del 2000, John Herron, el ministro de Asuntos Aborígenes en 1971-72 Peter Howson, y el historiador Keith Windschuttle, que argumenta que algunos casos han sido exagerados o inventados. El antropólogo Ron Brunton también criticó los procedimientos de análisis sobre la base de que no hubo contrainterrogatorio de quienes dieron su testimonio ni un examen crítico de dicho testimonio.
Los principales argumentos de quienes no estaban de acuerdo con la disculpa de Kevin Rudd son:
- Las generaciones Robadas no existen. Algunas personas niegan que se pueda encontrar pruebas de que esos niños hayan sido robados. El periodista Andrew Bolt habla de un fraude intelectual gigante.
- Los niños aborígenes fueron “rescatados” de un entorno familiar y comunitario lleno de violaciones, incesto, abuso de drogas y alcohol, y condiciones de vida insalubre.
- “Nosotros no lo hicimos”. Ni ellos ni sus antepasados participaron en lo sucedido, por lo que no tienen ninguna responsabilidad por el dolor causado.
- Una disculpa conduciría a una avalancha de reclamaciones de compensación por millones de dólares australianos.

En 1997, la Corte Suprema de Australia rechazó una impugnación de la validez de la legislación aplicada en el Territorio del Norte entre 1918 y 1957 que autorizó la separación de los niños aborígenes de sus familias (caso “Kruger v Commonwealth”). La mayoría del Tribunal consideró que la “Ordenanza sobre Aborígenes” de 1918 tenía una intención beneficiosa y no buscaba un genocidio ni restringir la práctica de la religión. La Corte Suprema sostuvo por unanimidad que no se había violado ningún derecho constitucional. Esto implica que era perfectamente legal que el gobierno de Australia separase por la fuerza a los niños aborígenes.
La aceptación general del término “Robadas” en la sociedad australiana se ilustra con la disculpa formal del primer ministro laborista Kevin Rudd, que fue aprobada por ambas Cámaras del Parlamento de Australia en 2008.
- Debate sobre el “genocidio”.

Existe una discusión constante sobre si los traslados forzosos de niños indígenas de las Generaciones Robadas eran actos genocidas, si entrarían en la definición de genocidio de la ONU, si se promulgaron con la intención de destruir a los pueblos indígenas de Australia, y sobre si los responsables de las Generaciones Robadas debían ser responsables penalmente por genocidio.
En el caso “Kruger v Commonwealth”, los jueces de la Corte Suprema de Australia rechazaron que la legislación del Territorio del Norte autorizase el genocidio tal como se define en la Convención para la Prevención y la Sanción del Delito de Genocidio de la ONU, y dictaminaron que en aquel momento no había leyes municipales australianas para implementar esa Convención. El genocidio es un crimen bajo el derecho internacional desde 1951, pero solo lo es en la legislación australiana desde el inicio de la Ley de la Corte Penal Internacional de 2002, y por lo tanto, las Generaciones Robadas no pueden ser consideradas genocidio, ya que la ley australiana no es retrospectiva.
En 1997, Sir Ronald Wilson, entonces presidente de la Comisión Australiana de Derechos Humanos e Igualdad de Oportunidades, y coautor del informe “Traerlos a Casa”, argumentó: “Claramente fue un intento de genocidio. Se creía que los aborígenes se extinguirían”.
El escritor Robert Manne destaca la analogía de opiniones de burócratas del gobierno, como A.O. Neville, con las de la Alemania nazi en 1930, para hacer “desaparecer el color” de los niños mestizos en la sociedad blanca y “olvidar” a los pura-sangre. Se les llamó políticas de “extinción” o “reproducción”. Sin embargo, la asimilación social nunca ha sido considerada en la ley como equivalente al genocidio.
Otros historiadores australianos que han apoyado el uso de la palabra “genocidio” a las Generaciones Robadas son Paul Bartrop, Patrick Wolfe e Inga Clendinnen.

## Situación desde 2008
En 2015, muchas de las recomendaciones del informe “Traerlos a Casa” no se habían cumplido, como demuestran ciertas revisiones independientes.
En 2017, dos décadas después del Informe anterior, y nueve años después de la disculpa del gobierno australiano, el 35% de los niños en cuidado por el Estado se identificaron como aborígenes, lo que supone un 20% de aumento respecto a 1997, en que se publicó el Informe. Se estima que los jóvenes indígenas con padres, abuelos o bisabuelos de las Generaciones Robadas tienen: 
- 50% más de probabilidades de ser detenidos por la policía.
- 30% menos de probabilidades de tener buena salud.
- 10% menos de probabilidades de conseguir un trabajo.

### La sociedad aborigen en Australia
Un análisis realizado en 2014 indica lo siguiente sobre los aborígenes y los isleños del Estrecho de Torres:
- Población:
  - 2011: 670.000 personas {\displaystyle \Leftrightarrow } 3% de la población australiana.
  - 2031 (est.): 1.000.000 personas {\displaystyle \Leftrightarrow } 4% de la población australiana.

- Dónde viven:
  - 21,4% en zonas remotas.
  - 43,8% en áreas regionales.
  - 34,8% en ciudades urbanas.

- Esperanza de vida (2010-2012):
  - Aborígenes 69 años (Hombres) y 74 años (Mujeres).
  - No Aborígenes 80 años (Hombres) y 83 años (Mujeres).

- Tasa de desempleo entre 15 y 64 años (2012-2013):
  - Aborígenes 15%.
  - No Aborígenes 6%.

- Tasa nacional de encarcelamiento:
  - 15 veces mayor para los Indígenas.

- Tasa de Indígenas de 20 a 24 años con un certificado de escuela de Graduado Escolar:
  - 2006: 47,4%.
  - 2011: 53,9%.

### Evolución desde 2008
El problema de fondo de las Generaciones Robadas está sin resolver a día de hoy en la sociedad australiana. La práctica de separar a los niños de sus familias continúa actualmente. La desigualdad tan flagrante que se da entre la Australia “blanca” y la aborigen provoca que un alto porcentaje de las retiradas de custodia se produzca sobre menores de este último colectivo. 
El Departamento de Servicios Comunitarios (DoCS) tiene la autoridad de separar a los niños de sus familias, si están “en riesgo de sufrir un daño significativo”. Desde 2008, el número de niños aborígenes bajo cuidado del Estado ha aumentado en un 65% hasta 2015. Los niños aborígenes son casi 10 veces más propensos a acabar bajo cuidado del Estado o adoptados que los no aborígenes, sobre todo en Victoria y Nueva Gales del Sur. En NSW se permite adoptar sin el consentimiento de los padres.
En junio de 2020 había más de 23.000 niños aborígenes en custodia por el Estado, mientras que en 1997, al presentar el Informe “Traerlos a Casa”, ese número era inferior a 3.000.
No es extraño que ciertas mujeres aborígenes sean capaces de permanecer en relaciones abusivas para proteger a sus hijos, por el miedo a que si denuncian el abuso doméstico, los servicios de protección infantil se lleven a sus hijos y ellas pierdan el hogar. Los aborígenes tienen cinco veces más probabilidades de sufrir violencia doméstica.
Las razones de la continuación de estas separaciones están ligadas en parte al trauma intergeneracional, y en parte a que los trabajadores sociales del gobierno, que provienen de la clase media y nunca han trabajado con aborígenes, y que toman las decisiones de separación de los niños, tienen dificultades para distinguir las diferencias entre el concepto de abandono con los efectos de la pobreza absoluta, que algunos equiparan a la negligencia.
Otra razón puede ser una visión occidental sobre cómo cuidar a un niño, considerando inaceptable que un niño pueda quedarse con diferentes parientes en diferentes noches, aunque esto sea parte de los roles culturales que estos parientes jueguen en la crianza de los niños.
Por otra parte, los niños aborígenes colocados en hogares de acogida, deberían serlo en otras familias aborígenes. Su seguridad debería estar siempre basada en su cultura, porque necesitan permanecer conectados con las comunidades y mantener su identidad cultural.

## Las generaciones blancas robadas
Durante el período de 1930 a 1982, 250.000 niños no indígenas nacidos en Australia también fueron separados de sus padres, a los que se consideraba como “no aptos”. En ese momento, la sociedad consideraba que esto era algo positivo tanto para las madres como para los niños. En realidad, esta situación no es comparable a las generaciones robadas de aborígenes, sino un secuestro y tráfico de menores legalizado, causado por el puritanismo de aquella sociedad y no por una cuestión de raza.
Los bebés recién nacidos de mujeres jóvenes y solteras fueron arrebatados a la fuerza para su adopción, una práctica que a veces se denomina “crianza de bebés”. A las madres las drogaron, las ataron a la cama, no les permitieron ver a sus bebés o les dijeron que estaban muertos. Muchas de estas adopciones en familias de clase media ocurrieron después de que las madres fueran expulsadas de sus familias por el estigma asociado a estar embarazada siendo soltera.
Grupos como Apology Alliance y Adoption Loss Adult Support ofrecen ayuda y apoyo a las personas afectadas, y piden una disculpa parlamentaria como la ofrecida a las Generaciones Robadas Aborígenes. Entre 2008 y 2012 diferentes Estados australianos ofrecieron disculpas (Australia Occidental, Australia del Sur, Territorio de la Capital Australiana, Nueva Gales del Sur, Victoria y Tasmania). La primera ministra laborista Julia Gillard ofreció una disculpa nacional a los afectados por las adopciones forzadas en 2013.

## Historia cronológica de las leyes sobre aborígenes
Los grafitis encontrados en ciertas rocas de Australia del Sur indican que esta zona ya estaba habitada hace 45.000 años.
En 1770, el capitán James Cook reclamó la posesión de la costa Este de Australia para la Corona británica. En 1788 comenzaron los primeros asentamientos británicos en Australia, y los primeros enfrentamientos con los aborígenes. La lista siguiente, sin ser exhaustiva, presenta cronológicamente aquellas legislaciones relacionadas con la regulación de los aborígenes:
- 1837: un Comité Británico recomienda establecer “Protectores de Aborígenes” en Australia.
- 1869: La “Ley de Protección Aborigen” (Vic) crea una Junta de Protección de Aborígenes para gestionar sus intereses. El gobierno puede separar a un niño de su familia y enviarlo a un reformatorio o una escuela industrial.
- 1897: La “Ley de Protección Aborigen y Restricción de la Venta de Opio” (Qld) permite al Jefe Protector desplazar a los aborígenes entre reservas, y retener a sus niños. Hasta 1965, el director del Bienestar Nativo será el guardián legal de todos los niños aborígenes, aunque sus padres estén vivos.
- 1901: Australia se convierte en una Federación, en la que los Aborígenes no son contados en el censo. El Gobierno puede hacer leyes para Australia, excepto para los aborígenes, que quedan bajo el poder de los estados federados hasta la modificación de la Constitución en 1967.
- 1905: La “Ley de los Aborígenes” (WA) indica que el Jefe Protector es el guardián legal de cada aborigen y niño mestizo hasta los 16 años de edad. Otros Estados seguirán su ejemplo.
- 1909: La “Ley de Protección de Aborígenes” (NSW) da a la Junta de Protección de Aborígenes el poder total para controlar y custodiar a los niños de los aborígenes, si una corte considera que están siendo descuidados bajo la “Ley de niños y delincuentes juveniles abandonados” de 1905.
- 1915: La “Ley de Modificación de Protección de los Aborígenes” (NSW) da poder a la Junta de Protección de Aborígenes para separar a los niños indígenas de sus familias, sin necesidad de establecer en los tribunales que estuviesen abandonados.
- 1935: La “Ley del Bienestar Infantil” (Tas) es utilizada para separar a los niños indígenas de sus familias en la Isla de Cabo Barren. De 1928 a 1980 el director de Cape Barren actuará como un agente de policía, pudiendo separar a los niños por las leyes indicadas.
- 1937: La primera conferencia Gobierno/Estados sobre bienestar nativo adopta la asimilación a la comunidad blanca como su política nacional. Esto será confirmado en la conferencia de 1951.
- 1940: La Junta de Protección de Aborígenes de NSW pierde su poder para separar a los niños indígenas. La Junta será renombrada como Junta de Bienestar de los Aborígenes, y será abolida finalmente en 1969.
- 1948: La Declaración Universal de los Derechos Humanos de la ONU es apoyada por Australia.
- 1949: La Convención para la Prevención y Sanción del Crimen de Genocidio es ratificada por Australia, y entra en vigor en 1951.
- 1967: Referéndum nacional para modificar la Constitución. El Gobierno Federal podrá hacer leyes para la gente aborigen. Los aborígenes son incluidos por primera vez en el censo.
- 1969: Todos los estados rechazan la legislación que permitía separar a los niños de sus familias. Se establecen Agencias para buscar alternativas a estas separaciones.
- 1975: El Gobierno de Australia aprueba la “Ley de Discriminación Racial”.
- 1976: La “Ley de Derechos Territoriales de los Aborígenes” (NT) es aprobada por el Parlamento de Australia, reconociendo la propiedad de las tierras a los aborígenes.
- 1980: A partir de este año, establecimiento de organizaciones Link-Up en los diferentes Estados de Australia para la búsqueda de familias, reunión y apoyo a sus miembros.
- 1983: A partir de este año, incorporación en la legislación de bienestar de NT de la garantía de buscar familias indígenas cuando es necesario la adopción o el acogimiento.
- 1987: Elecciones en Territorio del Norte con votación obligatoria de los aborígenes por primera vez.
- 1991: Fundación del Concejo para la Reconciliación Aborigen, promovida por el Parlamento. La Comisión Real sobre las Muertes de Aborígenes en Custodia concluye que de 99 muertes investigadas, 43 de ellas corresponden a gente separadas de sus familias cuando eran niños.
- 1993: La “Ley de Títulos Nativos” del Gobierno Australiano permite a los aborígenes reclamar tierras bajo ciertas circunstancias.
- 1997: Presentación del informe “Traerlos a casa” al Gobierno de Australia, sobre la investigación nacional de la Separación de Niños Aborígenes e Isleños del Estrecho de Torres de sus Familias. Los gobiernos y parlamentos estatales reconocen y piden perdón a las “Generaciones Perdidas”.
- 1999: El Parlamento Federal realiza una declaración de “pesar profundo y sincero por la separación de los niños aborígenes de sus padres”.
- 2001: El Gobierno del Territorio del Norte rechaza sus antiguas leyes y presenta una moción parlamentaria de disculpa a la gente separada de sus familias.
- 2002: Dos informes oficiales presentados al Gobierno Federal expresan serias inquietudes acerca de los progresos de la nación en el logro del ejercicio de los derechos indígenas. Primer miembro de las Generaciones Robadas en recibir una compensación en NSW por los daños recibidos.
- 2005: El informe de la Encuesta de Salud Infantil Aborigen en Australia Occidental indica que 12,3% de los niños indígenas de 0 a 17 años fueron separados a la fuerza de sus familias, y que estos están sujetos al doble de probabilidades de mostrar problemas emocionales y de comportamiento.
- 2006: Primer esquema de compensaciones en Australia para las Generaciones Robadas establecido en Tasmania con la “Ley de Generaciones Robadas de Niños Aborígenes”.
- 2007: Primer caso de compensación de las Generaciones Robadas juzgado ante la Corte Suprema de Australia del Sur. La Sala encontró que a pesar de que el Estado de Australia del Sur tenía poderes de tutela sobre los niños aborígenes, esos poderes fueron formulados para su “cuidado y protección”, y no se extendieron a la separación de los niños de sus padres naturales.
- 2008: El Gobierno Federal pide perdón públicamente a los Aborígenes y los isleños del Estrecho de Torres por la separación forzada de sus niños a lo largo de la historia.
- 2009: El Gobierno Australiano respalda formalmente la “Declaración de Naciones Unidas de los Derechos de las Gentes Indígenas”, reconociendo que los aborígenes no han disfrutado siempre de esos derechos.
- 2013: El Parlamento Australiano aprueba la “Ley de Reconocimiento de los Pueblos Aborígenes e Isleños del Estrecho de Torres” que reconoce la necesidad de reconocer a los aborígenes e isleños del Estrecho de Torres en la Constitución de Australia.

### Libros
- Anderson, Warwick (2003). The Cultivation of Whiteness: Science, health and racial destiny in Australia (en inglés). Nueva York: Basic Books. ISBN 978-0-46-500305-1.
- Berenson, Itiel (1989).  Heinemann Educational Australia, ed. Decades of Change : Australia in the Twentieth Century (en inglés). Richmond, Victoria, Australia. ISBN 978-0-85859-483-8.
- Christie, Michael F. (1979). Aborigines in Colonial Victoria, 1835-86 (en inglés). Sídney: Sydney University Press. ISBN 978-0424000664.
- Flood, Josephine (2006). The Original Australians: Story of the Aboriginal People (en inglés). Sídney: Allen & Unwin. ISBN 978-1-74114-872-5.
- Knightley, Phillip (2000). Australia: A Biography of a Nation (en inglés). Londres: Random House UK. ISBN 978-0224050067.
- Marten, James (2002). Children and War (en inglés). Nueva York: NYU Press. ISBN 0-8147-5667-0.
- Maushart, Susan (2003). Sort of a Place Like Home: Remembering the Moore River Native Settlement (en inglés). Freemantle Australia: Freemantle Arts Centre Press. ISBN 978-1920731120.
- Read, Peter (2006).  New South Wales Department of Aboriginal Affairs, ed. The Stolen Generations: The Removal of Aboriginal Children in New South Wales, 1883 to 1969 (en inglés). Sídney. ISBN 978-0-646-46221-9. Consultado el 16 de noviembre de 2022.
- Riley, Rob (1995).  Aboriginal Legal Service of Western Australia, ed. Telling our Story (en inglés). Freemantle, WA, Australia. Archivado desde el original el 19 de julio de 2008. Consultado el 2 de diciembre de 2022.
- Rule, John; Rice, Elizabeth (2015). Bringing Them Home : Scorecard Report 2015 (en inglés). Canberra: National Sorry Day Committee Inc. ISBN 978-0-9872998-5-7. Archivado desde el original el 12 de junio de 2017. Consultado el 9 de diciembre de 2022.
- Windschuttle, Keith (2002). The Fabrication of Aboriginal History: The stolen generations, 1881–2008 (en inglés). Sídney: Macleay Press. ISBN 978-1-876492-19-9.
- Zuckermann, Ghil’ad (2020). Revivalistics: From the Genesis of Israeli to Language Reclamation in Australia and Beyond (en inglés). Oxford, UK: Oxford University Press. ISBN 978-01998-12790.

### Publicaciones
- Allam, Lorena (2020). «Alarming rate: removal of Australia's Indigenous children escalating, report warns». The Guardian (16 de noviembre de 2020).
- Barta, Tony (2008). «Sorry, and not sorry, in Australia: how the apology to the stolen generations buried a history of genocide». Journal of Genocide Research 10 (2). ISSN 1462-3528.
- Calligeros, Marissa (2010). «Your son is gone. He's with his adoptive parents». Brisbane Times (24 de diciembre de 2010).
- Fitzsimmons, Caitlin (2020). «Reluctance to report family violence 'a lot worse than we thought». The Sydney Morning Herald (27 de diciembre de 2020).
- Foster, Robert (2000). «Endless trouble and agitation: Aboriginal Activism in the Protectionist Era». Journal of the Historical Society of South Australia (28): 15-27, Nota 81. ISSN 0312-9640.
- Hannan, Liz (2010). «White mothers of stolen children also deserve an apology». The Sydney Morning Herald (8 de diciembre de 2010).
- McKenny, Leesha (2008). «Speech gets standing ovation in Redfern». The Sydney Morning Herald (13 de febrero de 2008).
- Neville, Auber O. (1930). «Coloured Folk: Some Pitiful Cases». The West Australian (18 de abril de 1930).
- Sarra, Chris (2017). «Too many Indigenous children are taken from their families – it doesn't have to happen». The Guardian (23 de mayo de 2017).
- Scott, Shirley (2004). «Why wasn't genocide a crime in Australia? Accounting for the half century delay in Australia implementing the Genocide Convention». Australian Journal of Human Rights 10 (1). ISSN 2573-573X.
- Welch, Dylan (2008). «Kevin Rudd says sorry». The Sydney Morning Herald (14 de febrero de 2008).